# Henri Jean Descoings
Pour les articles homonymes, voir Descoings.
Henri Jean Descoings, né à Angers le 2 novembre 1860 et  mort  à Angers le 8 février 1947, est un général français de la Première Guerre mondiale. 
Il a participé à la bataille de la Marne en septembre 1914.

## Biographie
Henri Jean Descoings est le fils de Henri Nicolas Descoings, chef de bureau à la gare d'Angers et de Jeanne Launay. Il se marie avec Mlle Marie, Hélène, Germaine Angot le 5 mai 1894.  

### Grades
- Élève de Saint-Cyr de 1881 à 1883 - 66e Promotion dite d’Égypte[1].
- 1er octobre 1883 : Sous-lieutenant
- 1er avril 1886 : Lieutenant
- 11 octobre 1892 : Capitaine
- 28 mai 1902 : Chef de bataillon
- ? : Lieutenant-colonel
- ? : Colonel
- 2 septembre 1914 : Général de brigade
- 5 septembre 1915 : Général de division

### Postes
- 1883 : 135e régiment d'infanterie
- 1892 : 156e régiment d'infanterie
- 1893 : École d'application d'État-Major
- 1893 : 59e régiment d'infanterie
- 1895 : 74e régiment d'infanterie
- 1897 : État-major de l'armée, 4e bureau
- 1901 : 101e régiment d'infanterie
- 1901 : État-major de l'armée, 4e bureau
- 1902 : Chef de bataillon au 131e régiment d'infanterie
- 1905 : Chef de bataillon à l'État-major de l'armée, 3e bureau
- 1913 : Général commandant la 24e Division d'Infanterie
- 1915 : Général commandant le 12e corps d'armée
- 1917 : Directeur des Étapes Est du Groupe d'armées du Nord
- 1919 : Adjoint au général commandant la 15e Région Militaire
- 1921 : Général commandant la 29e Division d'Infanterie

## Publications
Le général Descoings était aussi écrivain militaire. 
Jeune officier, il publia un historique de son unité : Historique du 135e de ligne, d'après les documents officiels par Henri Descoings, lieutenant au corps (Angers, 1891). 
Vieux général, il retraça ses souvenirs de la bataille de la Marne à l'occasion d'une commémoration patriotique : La Bataille de la Marne sur le front de la 24e division. Récit des combats qui furent livrés du 5 au 11 septembre 1914 dans la région de Vitry-le-François. Discours prononcé par M. le général Descoings, ancien commandant de la 24e division d'infanterie, à Vitry-le-François, le 9 septembre 1923 (Vitry-le-François, 1924).

## Distinctions

### Décorations françaises
- Commandeur de la Légion d'honneur (décret du 6 septembre 1919)
  -  Officier de la Légion d'honneur (décret du 3 janvier 1915)
  -  Chevalier de la Légion d'honneur (décret du 5 septembre 1905)[2]
- Médaille interalliée 1914-1918
- Médaille commémorative de la guerre 1914-1918

### Décorations étrangères
- Officier du Nichan Iftikhar ( France /  Tunisie)